# Pseudolasius weissi
Pseudolasius weissi är en myrart som beskrevs av Santschi 1910. Pseudolasius weissi ingår i släktet Pseudolasius och familjen myror.

## Underarter
Arten delas in i följande underarter:
- P. w. sordidus
- P. w. weissi

## Bildgalleri

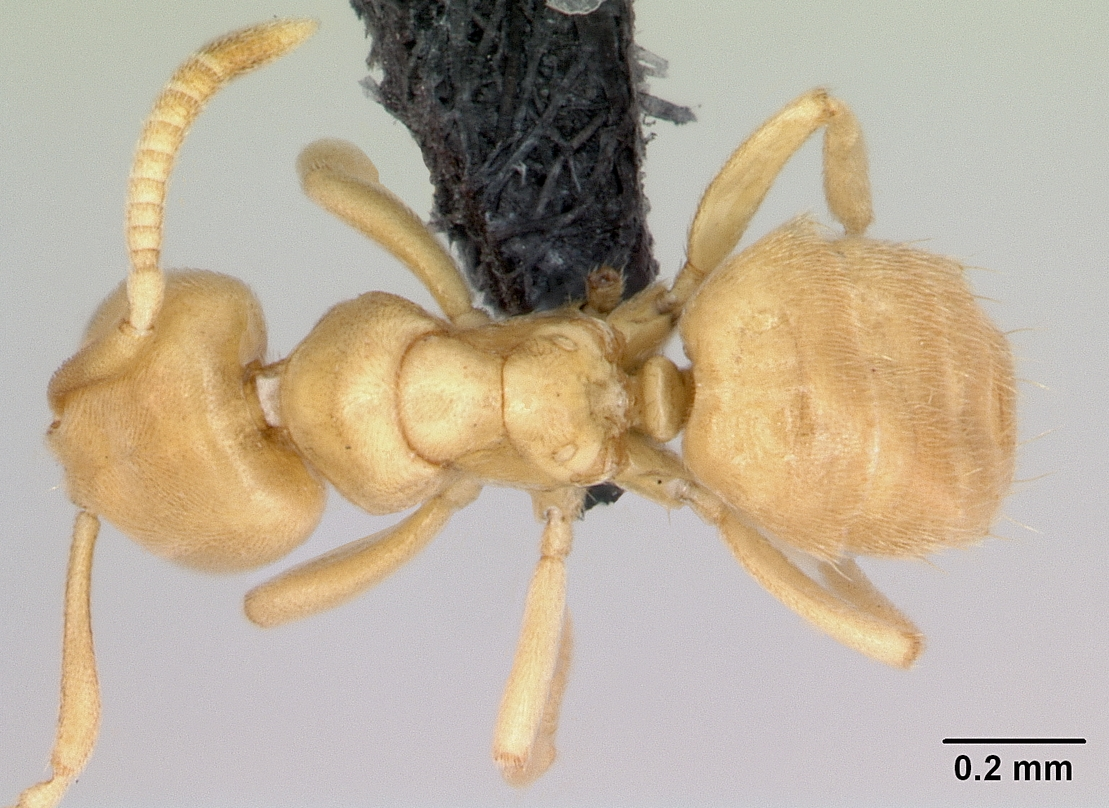
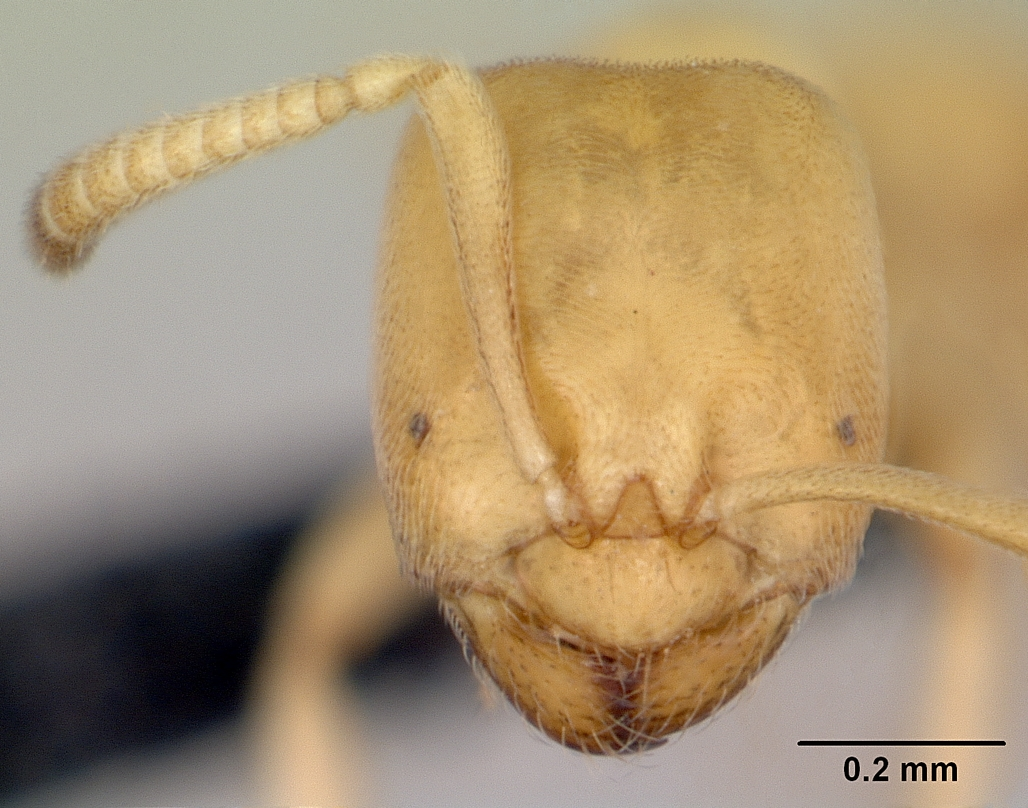
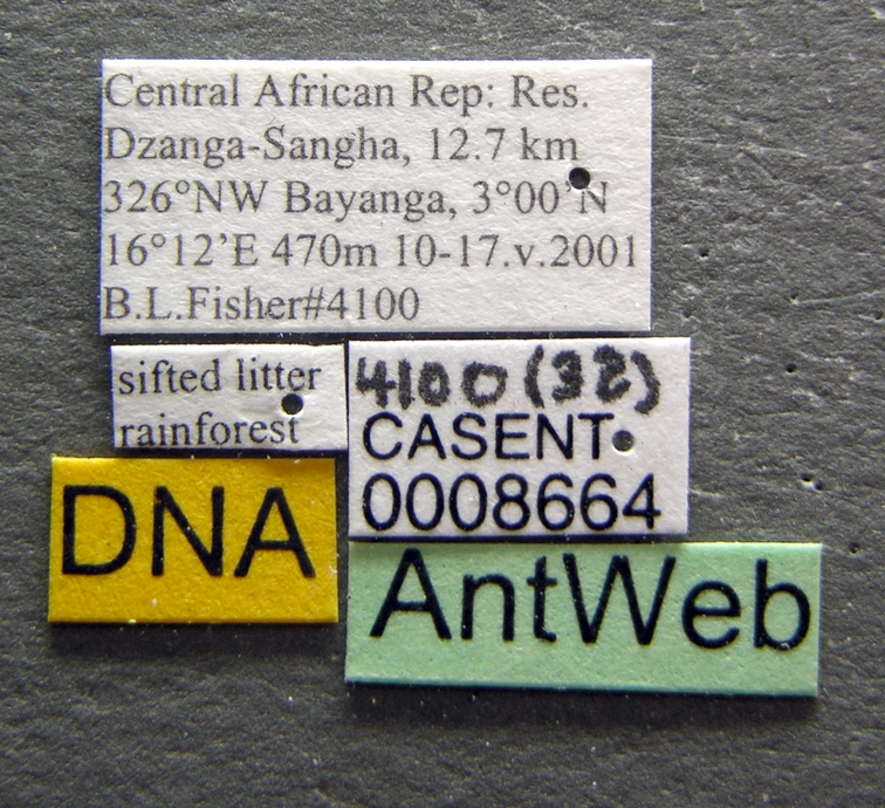
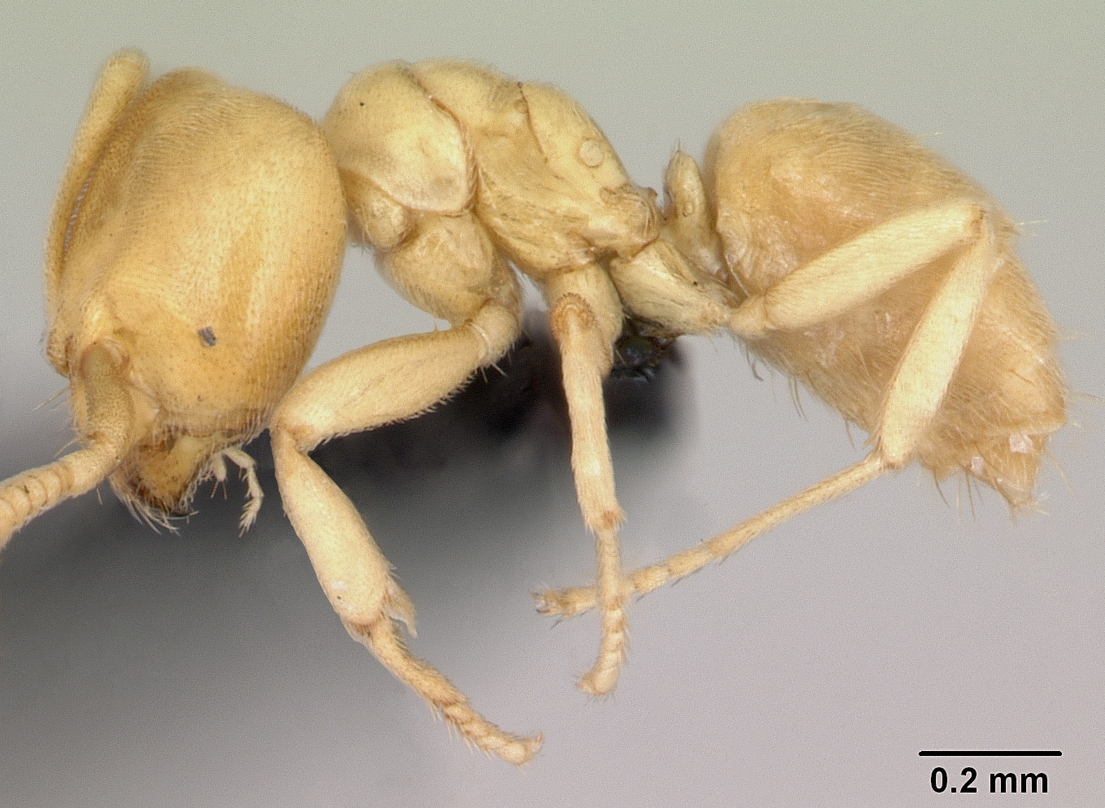
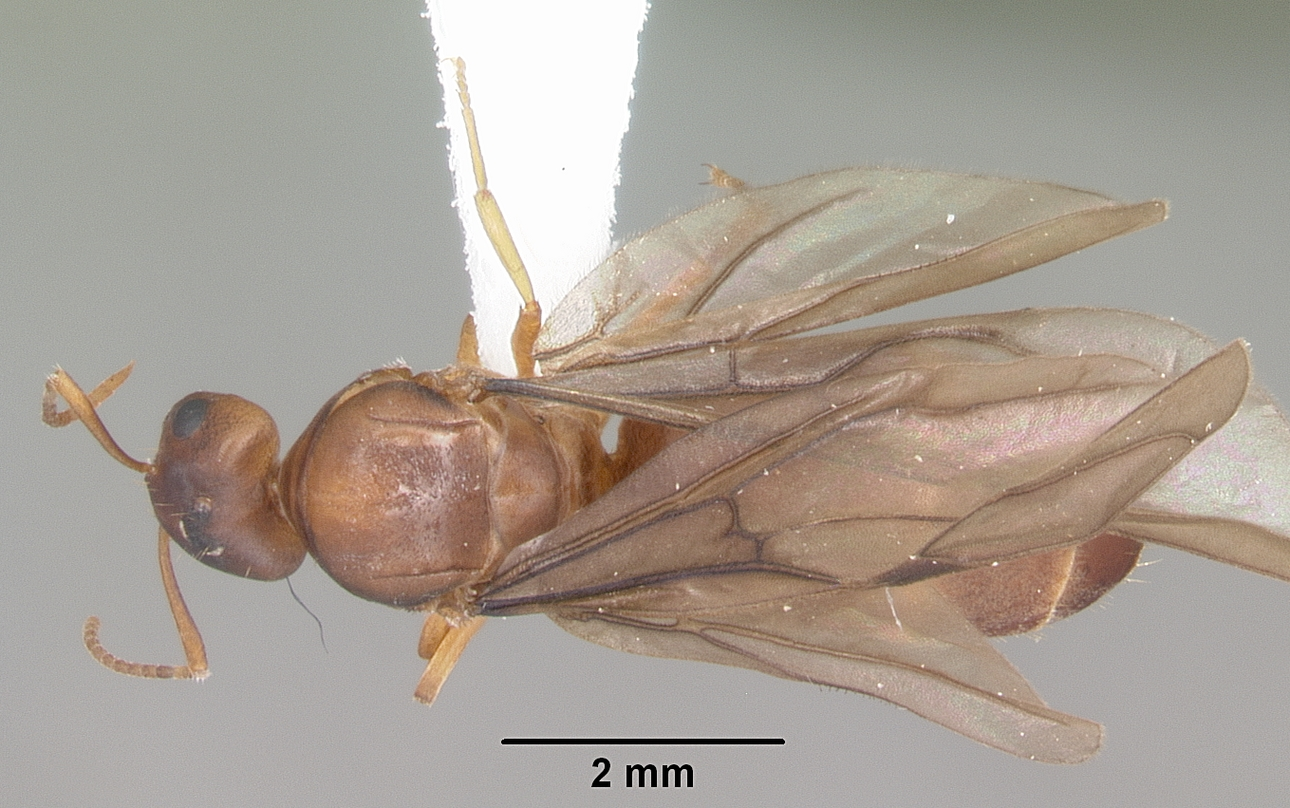
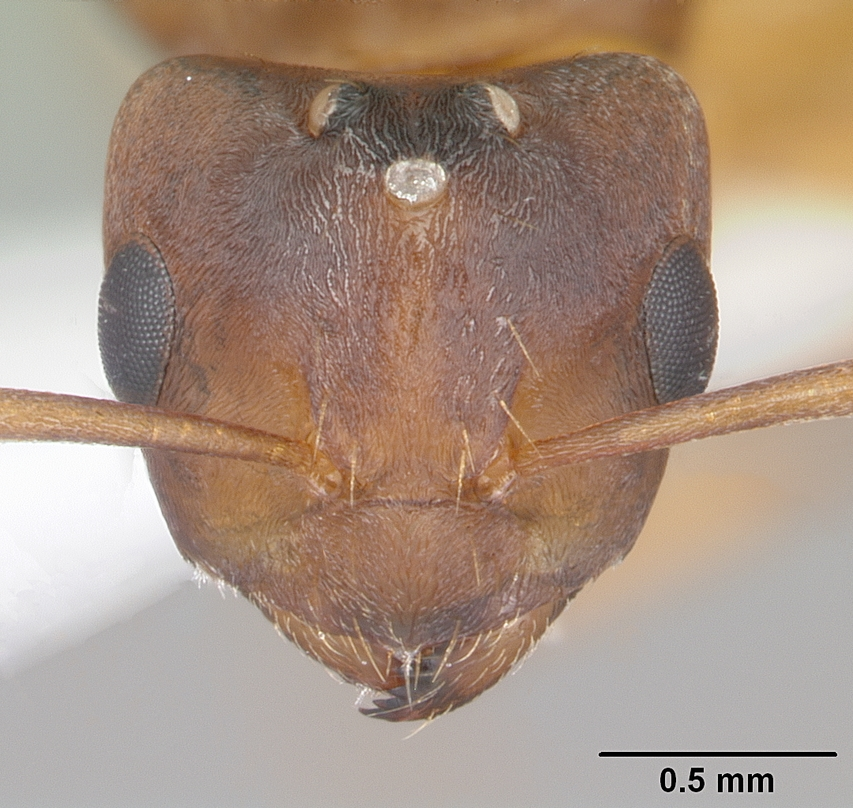